# Peligan
Peligan (grško πελιγάν [peligán], mn. πελιγᾶνες [peliganes]), antični makedonski senator.
Naziv peligan sta uporabljala Hezihij in Strabon, našli pa so ga tudi na dveh napisih, enem v Dionu v Egejski Makedoniji in drugem v Laodikeji,  sedanji Latakiji v Siriji. Iz Hezihijevih zapisov in obeh napisov je razvidno, da so imeli peligani v Selevkidskem cesarstvu mnogo pomembnejšo vlogo kot v makedonskem.
Uporaba naziva peligan v Ptolemejskem kraljestvu ni dokazana, v Selevkidskem cesarstvu pa se je uporabljala puhla fraza
starogrško δεδόχθαι τοῖς πελιγᾶσιν  [dedohtai tois peligasin] – to so odločili peligani
Makedonsko vrhovno politično telo se je imenovalo sinedrij. Druge selevkidske institucije so bile arhonti, demos (prebivalstvo), probule, bule (svet državljanov), epistati (nadzorniki) in dikasti (sodniki).